# Budd RB Conestoga
RB-1 Conestoga là một loại máy bay chở hàng hai động cơ, được thiết kế cho Hải quân Hoa Kỳ trong Chiến tranh thế giới II bởi hãng Budd Company ở Philadelphia, Pennsylvania.

## Tính năng kỹ chiến thuật (RB-1)
Đặc điểm tổng quát
- Kíp lái: 2
- Sức chứa: 24
- Chiều dài: 68 ft 0 in (20,73 m)
- Sải cánh: 100 ft 0 in (30,48 m)
- Chiều cao: 31 ft 9 in (9,68 m)
- Diện tích cánh: 1.400 ft2 (130,06 m2)
- Trọng lượng rỗng: 20156 lb (9143 kg)
- Trọng lượng có tải: 33860 lb (15359 kg)
- Động cơ: 2 × Pratt & Whitney R-1830-92, 1200 hp (890 kW) mỗi chiếc

Hiệu suất bay
- Vận tốc cực đại: 197 mph (317 km/h)
- Vận tốc hành trình: 165 mph (266 km/h)
- Tầm bay: 700 dặm (1127 km)